# Vrije atonaliteit
De vrije atonaliteit is de benaming voor het heersende principe in muziek die atonaal is maar niet geregeerd wordt door de dodecafonie of een ander bindend principe. In de vrije atonaliteit is de componist in principe dus volkomen vrij in de keuze van zijn tonen. Evenwel treft men binnen een vrij-atonale compositie vaak wel degelijk sporen van tonaliteit/modaliteit of reeksentechniek aan.
Voorheen, toen de muziekgeschiedenis zeer lineair geschreven werd, zag men de vrije atonaliteit als een "tussenfase" tussen de laat-romantische zwevende tonaliteit en de dodecafonie. Als zodanig werd de vrije atonaliteit vanaf 1909 bedreven door Arnold Schönberg in onder meer Erwartung en Pierrot Lunaire, en later door Alban Berg in bijvoorbeeld Wozzeck. Arnold Schönberg zou dan na jaren van zelfreflectie tot de vinding van de dodecafonie gekomen zijn, die voortkwam uit het "besef" dat muziek niet zonder leidend principe zou kunnen. Het (integraal) serialisme zou dan de volgende stap zijn. Omdat echter veel componisten een gematigd modern idioom gebruikten en gebruiken, en de harde kern van de avant-garde sinds de jaren zestig gaandeweg aan belang heeft ingeboet is de vrije atonaliteit tegenwoordig een stijlkenmerk van vele componisten. Karl Amadeus Hartmann en Wolfgang Rihm zijn twee componisten die de vrije atonaliteit als overwegend toonprincipe hanteren.